# Відцентрові барабанні млини

Відцентрові барабанні млини — машина або апарат для подрібнення сипучих матеріалів (руд, вугілля, буд. матеріалів та ін.) для їх подальшого безпосереднього використання, збагачення. Різновид барабанних млинів.

## Конструкція і принцип дії

### Багатокамерний відцентровий млин
Багатокамерний відцентровий млин (рис. а) складається з нерухомого вертикального барабана 1 з ротором-валом 2, що обертається в середині його. На водилах 3 ротора-вала 2 шарнірно закріплені ролики 4 або вільно розміщені кулі.
При обертанні вала відбувається роздавлювання частинок подрібнюючими тілами за рахунок дії на них відцентрових сил. Подрібнення матеріалу у таких млинах відбувається сухим або мокрим способом послідовно по мірі просування матеріалу поздовж поверхні барабана.
Млини цього типу використовуються у хімічній, фармацевтичній, керамічній та інших галузях промисловості. Спроби розробки млинів цього типу для гірничорудної промисловості виявили низьку зносостійкість роликів, підшипників та інших вузлів, необхідність періодичного калібрування поверхні барабану і роликів, складність їх ремонту.

### Бісерний млин
Для дуже тонкого подрібнення застосовується бісерний млин (рис. б) аналогічної конструкції, де як подрібнююче середовище використовується металічний дріб, керамічні і мінеральні зносостійкі частинки розміром від 1 до 6 мм.